# Bricherhof
Bricherhof (lb. Bricherhaff) – miejscowość w dzielnicy (Quartier) Neudorf/Weimershof miasta Luksemburg, w Luksemburgu, w kantonie Luksemburg. Do 3 października 2015 miejscowość leżała w dystrykcie Luksemburg. 